# Gothic metal
Gothic metal je ena od podzvrsti metala, ki je nastala v sredini devetdesetih let. Kombiniran je iz heavy metala in gothic rocka. Najbolj znana skrajna gothic metal skupina je Cradle of Filth, ki vztraja na temačni glasbi s satanističnimi zgodbami mi in temačno tematiko. Glasba se odvija melodično, inštrumenti, ki dopolnjujejo to zvrst, pa so predvsem violina, orgle ali klaviature. Nekatere skupine pa imajo violino in dodatke tudi kot glavne inštrumente v glasbi. Imajo dva vokalista. Moškega in žensko, ki tvorita t. i. duet Beauty and the Beast (visoki ženski vokali in moški vokal, moški večkrat pojejo z zelo nizkim tonom). Ta vrsta glasbe ima ljubitelje po celem svetu.